# Monte Apo
Il monte Apo è uno stratovulcano quiescente costituito di andesite situato sulla grande isola di Mindanao, nell'estrema parte meridionale dell'arcipelago delle Filippine. Si erge per 2 938 m sopra il livello del mare ed è la vetta più alta del Paese. L'attività vulcanica del Monte Apo è di tipo fumarolico..

## Il parco naturale del Monte Apo
Nel 1936 l'area del vulcano è stata elevata allo stato di parco naturale con atto delle Repubblica firmato dall'allora Presidente delle Filippine Manuel Quezón con denominazione ufficiale di Parco naturale del monte Apo (Mt. Apo Natural Park).
Nel 1996, invece, il parco e le zone limitrofe delle municipalità di Kidapawan, Makilala e Magpet nella Provincia di Cotabato, di Bansalan, Digos, Santa Cruz nella Provincia di Davao del Sur, per una superficie totale di circa 72 000 ettari, sono stati elevati allo stato di area protetta con atto firmato dall'allora presidente Fidel Valdez Ramos.